# Nicole Jung
Nicole Yongju Jung (nom coréen : Jung Yong-Joo), née le 7 octobre 1991 à Los Angeles (États-Unis), est une chanteuse américaine d'origine sud-coréenne. Elle est connue en tant que membre du girl group Kara formé par DSP Entertainment en 2007. Elle ne renouvelle pas son contrat pour 2 ans, et quitte le groupe fin 2013.

## Biographie
Née le 7 octobre 1991 à Los Angeles, Nicole Jung a grandi à Glendale, en Californie, mais a déménagé en Corée du Sud avec sa mère pour poursuivre ses rêves[réf. nécessaire]. Elle jouait du violon étant petite. Elle a participé aux auditions pour Kara depuis les États-Unis.

### Activités solo
En novembre 2009, elle participe à l'émission Nicole The Entertainer's Introduction to Veterinary Science, une émission de télé-réalité.
En juillet 2010, elle participe à l'émission de variétés Good Sunday - Yeongung Hogeol (영웅호걸)

## Discographie

### Kara
- Album : The First Blooming (29/03/2007)
- Mini Album : Rock U (31/07/2008)
- Mini Album : Pretty Girl (31/07/2008)
- Mini Album : Pretty Girl Special Edition (18/02/2009)
- Album : Revolution (30/07/2009)
- Mini Album : Lupin (17/02/2010)
- Album : Step (06/09/2011)

### Singles
- "Kkeun" - Sunha (Rap. Nicole) (2008)
- "Happy And" - Kang Kyun-seong (Duet. Nicole) (2009)
- "Gorae" - Park Myeong-su (Duet. Nicole) (2010)

## TV
| Chaîne  | Informations                                                | Dates                                |
| ------- | ----------------------------------------------------------- | ------------------------------------ |
| KBS 2TV | Star Golden Bell 《Level With Me (Saison 2)》               | - 20 décembre 2008 - 24 octobre 2009 |
| MBC     | Sunday Sunday Night 《Nodaji》                              | - 30 août 2009 - 25 octobre 2009     |
| Mnet    | Nicole The Entertainer's Introduction to Veterinary Science | - 12 novembre 2009 - 28 janvier 2010 |
| SBS     | Good Sunday 《Yeongwunghogeol》                             | - 18 juillet 2010 -                  |